# Miroslav Hroch
Miroslav Hroch (* 14. června 1932 Praha) je český historik se zaměřením na problematiku formování moderních národů.

## Život
V 50. letech vystudoval historii na Filozofické fakultě Univerzity Karlovy v Praze, se kterou následně spojil takřka celý svůj profesní život. Na počátku 90. let zde vytvořil Seminář obecných a komparativních dějin. Od roku 2000 pak přednášel na Fakultě humanitních studií, kde v letech 2002–2004 vedl společně s prof. Richardem van Dülmenem (Univerzita Saarbrücken) první doktorandské kolegium zaměřené na historii a kulturní antropologii v České republice. Zabývá se dějinami novověku, zejména srovnávacími dějinami národních hnutí v Evropě. Hostoval na univerzitách v Německu, Itálii, USA, Finsku a Litvě. Průběžně zasedá v odborných a vědeckých grémiích a je dopisujícím členem Finské akademie věd. V roce 1997 obdržel čestný doktorát univerzity v Uppsale, později následovaly čestné doktoráty Univerzity Martina Luthera v Halle-Wittenberku (2002) a Univerzity Vitolda Velikého v Kaunasu.
Od roku 1984 je v materiálech Státní bezpečnosti veden jako její agent, jeho svazek byl však zničen 8. prosince 1989, krátce po vypuknutí sametové revoluce.
Jeho manželkou byla česká historička Věra Hrochová.

## Fáze národních obrození dle Hrocha
Hroch se stal mezinárodně uznávanou autoritou svými srovnávacími pracemi o vzniku a vývoji národních hnutí menších národů ve střední, severní a východní Evropě, Hroch ukázal, že toto "národní obrození" všude probíhalo obdobně, i když s časovým posunem, daným hlavně sociálními a politickými podmínkami, a to ve třech fázích.
- První fáze, fáze „A“ (v Čechách 2. pol. 18. stol.) vznikla z romantického nadšení vzdělanců pro čisté, prosté a nezkažené rolnictvo, a pro folklórní „znovuobjevení lidu“. V této době vznikla kulturní základna národních hnutí, která se starala o jazyk, literaturu a kulturu vůbec, zatím si však nekladla žádné politické cíle ani program.

- Ve fázi „B“ začaly vznikat skupiny vzdělanců, které se často opíraly o starší dějiny a věnovaly se kulturní a politické agitaci ve prospěch „národní myšlenky“. Vznikají národní kulturní instituce a jde o jazykovou a kulturní emancipaci těchto národů, které v té době neměly politickou reprezentaci.

- Ve třetí fázi, fázi „C“ získává hnutí masovou podporu, vznikají národní politické strany a hnutí si tak klade i politické cíle. Fáze C může za vhodných politických okolností vyústit ve vznik autonomních národních států.

## Dílo
- Oliver Cromwell (1968)
- Die Vorkämpfer der nationalen Bewegung bei den kleinen Völkern Europas, (1968)
- Obrození malých evropských národů (1970)
- Křižáci v Levantě (s V. Hrochovou 1975, polsky 1992)
- 17. století – krize feudální společnosti? (1976, s J. Petráněm; německy 1981)
- Buržoazní revoluce v Evropě (1981)
- Social Preconditions of National Revival in Europe (1985, 2000)
- Úvod do studia dějepisu (1985)
- Evropská národní hnutí v 19. století (1986)
- Králové, kacíři a inkvizitoři (1987, s A. Skýbovou; německy 1985, anglicky 1987, francouzsky 1988)
- Velká francouzská revoluce a Evropa 1789–1800 (1990, s V. Kubišovou)
- Die Entstehung der Nationalbewegungen in Europa (1750–1849) (1993)
- Křižáci ve Svaté zemi (1996, s V. Hrochovou)
- Na prahu národní existence (1999)
- V národním zájmu (1999)
- In the National Interest. Demands and goals of European national movements of the nineteenth century: a comparative perspective (2000)
- La naturalesa de la nació (2001)
- Malé národy Evropy (2003)
- Ethnonationalismus – eine ostmitteleuropäische Erfindung? (2004)
- Encyklopedie dějin novověku (ved. autor. kolektivu, 2005)
- Dějiny Norska (2005) s H. Kadečkovou a E. Bakke-ovou
- Das Europa der Nationen (2005)
- Národy nejsou dílem náhody (2009)
- řada učebnic
- množství odborných článků